# Дуань Цзинли
Дуань Цзинли (кит. упр. 段静莉, пиньинь Duàn Jīnglĭ; род. 8 марта 1989, Яньши) — китайская гребчиха, выступавшая за сборную Китая по академической гребле в период 2010—2017 годов. Бронзовая призёрка летних Олимпийских игр в Рио-де-Жанейро, обладательница двух бронзовых медалей чемпионатов мира, чемпионка Азиатских игр в Инчхоне, участница многих регат национального и международного значения.

## Биография
Дуань Цзинли родилась 8 марта 1989 года в уезде Яньши городского округа Лоян провинции Хэнань.
В детстве достаточно успешно играла в волейбол, состояла в женской сборной Китая по волейболу, однако в 2003 году по совету родителей перешла в академическую греблю.
В 2010 году вошла в основной состав китайской национальной сборной по академической гребле, дебютировала в Кубке мира и выступила на чемпионате мира в Карапиро, где в зачёте парных одиночек сумела квалифицироваться лишь в утешительный финал B и расположилась в итоговом протоколе соревнований на восьмой строке.
На мировом первенстве 2011 года в Бледе заняла восьмое место в парных двойках.
В 2014 году в одиночках выиграла серебряную и бронзовую медали на этапах Кубка мира в Эгбелете и Сиднее соответственно, в той же дисциплине получила бронзу на чемпионате мира в Амстердаме. Помимо этого, в двойках одержала победу на Азиатских играх в Инчхоне.
В 2015 году стала бронзовой призёркой в одиночках на мировом первенстве в Эгбелете.
Благодаря череде удачных выступлений удостоилась права защищать честь страны на летних Олимпийских играх 2016 года в Рио-де-Жанейро. В программе женских парных одиночек в решающем финальном заезде пришла к финишу третьей позади австралийки Ким Бреннан и американки Дженевры Стоун — тем самым завоевала бронзовую олимпийскую медаль.
После Олимпиады Дуань ещё в течение некоторого времени оставалась в составе гребной команды Китая и продолжала принимать участие в крупнейших международных регатах. Так, в 2017 году в одиночках она выиграла бронзовую медаль на этапе Кубка мира в Познани и выступила на чемпионате мира в Сарасоте, где была далека от попадания в число призёров.